# Sally Jessy Raphaël
Sally Jessy Raphael, född 25 februari 1935 i Easton, Pennsylvania, är en amerikansk pratshowprogramledare och skådespelare.
Raphael ledde den populära pratshowen The Sally Show från starten 1983 till 2002. Något som kännetecknar henne är hennes hår som är färgat i orangeröd färg, samt hennes röda glasögon.

## Filmografi
- 1991 - Familjen Addams - Sig själv
- 1997 - Meet Wally Sparks - Sig själv
- 1996 - No One Would Tell - Domare